# Vuelta a España 1979
La Vuelta a España 1979, trentaquattresima edizione della corsa, si è svolta in diciannove tappe, ottava, sedicesima e diciottesima suddivise in due semitappe, precedute da un cronoprologo iniziale, dal 24 aprile al 13 maggio 1979, per un percorso totale di 3373 km. La vittoria fu appannaggio dell'olandese Joop Zoetemelk, che completò il percorso in 94h57'03", precedendo lo spagnolo Francisco Galdós e il belga Michel Pollentier.

## Tappe
| Tappa  | Data      | Percorso                                                        | km   | Vincitore di tappa    | Leader cl. generale   |
| ------ | --------- | --------------------------------------------------------------- | ---- | --------------------- | --------------------- |
| Prol.  | 24 aprile | Jerez de la Frontera > Jerez de la Frontera (cron. individuale) | 6,3  | Joop Zoetemelk        | Joop Zoetemelk        |
| 1ª     | 25 aprile | Jerez de la Frontera > Siviglia                                 | 156  | Sean Kelly            | Joop Zoetemelk        |
| 2ª     | 26 aprile | Siviglia > Cordova                                              | 188  | Alfons De Wolf        | Joop Zoetemelk        |
| 3ª     | 27 aprile | Cordova > Sierra Nevada                                         | 190  | Felipe Yáñez          | Joop Zoetemelk        |
| 4ª     | 28 aprile | Granada > Puerto Lumbreras                                      | 222  | Roger De Cnijf        | Joop Zoetemelk        |
| 5ª     | 29 aprile | Puerto Lumbreras > Murcia                                       | 139  | Juan Argudo           | Joop Zoetemelk        |
| 6ª     | 30 aprile | Murcia > Alcoy                                                  | 171  | Christian Levavasseur | Christian Levavasseur |
| 7ª     | 1º maggio | Alcoy > Sedaví                                                  | 173  | Alfons De Wolf        | Christian Levavasseur |
| 8ª-1ª  | 2 maggio  | Sedaví > Benicasim                                              | 145  | Sean Kelly            | Christian Levavasseur |
| 8ª-2ª  | 2 maggio  | Benicasim > Benicasim (cron. individuale)                       | 11,3 | Joop Zoetemelk        | Christian Levavasseur |
| 9ª     | 3 maggio  | Benicasim > Reus                                                | 193  | Alfons De Wolf        | Christian Levavasseur |
| 10ª    | 4 maggio  | Reus > Saragozza                                                | 230  | Noël Dejonckheere     | Christian Levavasseur |
| 11ª    | 5 maggio  | Saragozza > Pamplona                                            | 183  | Noël Dejonckheere     | Christian Levavasseur |
| 12ª    | 6 maggio  | Pamplona > Logroño                                              | 149  | Frans Van Vlierberghe | Christian Levavasseur |
| 13ª    | 7 maggio  | Haro > Peña Cabarga                                             | 180  | Ángel López del Álamo | Joop Zoetemelk        |
| 14ª    | 8 maggio  | Torrelavega > Gijón                                             | 178  | Bernardo Alfonsel     | Joop Zoetemelk        |
| 15ª    | 9 maggio  | Gijón > León                                                    | 156  | Lucien Van Impe       | Joop Zoetemelk        |
| 16ª-1ª | 10 maggio | León > Valladolid                                               | 134  | Adri van Houwelingen  | Joop Zoetemelk        |
| 16ª-2ª | 10 maggio | Valladolid > Valladolid (cron. individuale)                     | 22   | Alfons De Wolf        | Joop Zoetemelk        |
| 17ª    | 11 maggio | Valladolid > Avila                                              | 204  | Francisco Albelda     | Joop Zoetemelk        |
| 18ª-1ª | 12 maggio | Avila > Colmenar Viejo                                          | 155  | Miguel María Lasa     | Joop Zoetemelk        |
| 18ª-2ª | 12 maggio | Colmenar Viejo > Azuqueca de Henares                            | 104  | Cees Bal              | Joop Zoetemelk        |
| 19ª    | 13 maggio | Madrid > Madrid                                                 | 84   | Alfons De Wolf        | Joop Zoetemelk        |
| Totale | Totale    | Totale                                                          | 3373 |                       |                       |

## Classifiche finali

### Classifica generale
| Pos. | Corridore         | Squadra              | Tempo     |
| ---- | ----------------- | -------------------- | --------- |
| 1    | Joop Zoetemelk    | Miko-Mercier         | 94h57'03" |
| 2    | Francisco Galdós  | KAS-Campagnolo       | a 2'43"   |
| 3    | Michel Pollentier | Splendor-Euro Soap   | a 3'21"   |
| 4    | Faustino Rupérez  | Moliner-Vereco       | a 5'51"   |
| 5    | Lucien Van Impe   | KAS-Campagnolo       | a 6'30"   |
| 6    | Pedro Torres      | Transmallorca-Flavia | a 6'49"   |
| 7    | Felipe Yáñez      | Novostil-Helios      | a 7'41"   |
| 8    | Christian Seznec  | Miko-Mercier         | a 8'03"   |
| 9    | Alfons De Wolf    | Boule d'Or-Lano      | a 10'01"  |
| 10   | Julián Andiano    | Moliner-Vereco       | a 10'52"  |

### Classifica a punti
| Pos. | Corridore         | Squadra         | Punti |
| ---- | ----------------- | --------------- | ----- |
| 1    | Alfons De Wolf    | Boule d'Or-Lano | 249   |
| 2    | Noël Dejonckheere | Teka            | 173   |
| 3    | Joop Zoetemelk    | Miko-Mercier    | 139   |

### Classifica scalatori
| Pos. | Corridore      | Squadra              | Punti |
| ---- | -------------- | -------------------- | ----- |
| 1    | Felipe Yáñez   | Novostil-Helios      | 96    |
| 2    | Vicente Belda  | Transmallorca-Flavia | 65    |
| 3    | Joop Zoetemelk | Miko-Mercier         | 47    |